# Anodonthyla theoi
Anodonthyla theoi es una especie  de anfibios de la familia Microhylidae.

## Distribución geográfica
Es  endémica de Fianarantsoa en Madagascar. En la Reserva Manombo, alrededor de 45 m de altitud.

## Morfología
Miden entre 18 y 20 mm.